# ジェームズ・チャリス

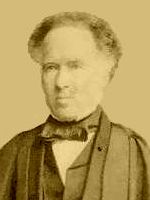
ジェームズ・チャリス

ジェームズ・チャリス（James Challis、1803年12月12日 – 1882年12月3日）は、イギリスの天文学者である。ジョン・クーチ・アダムズの天文計算の予測から海王星を探索したが発見を逃した天文学者である。

## 人物
エセックスのブレインツリーに生まれた。1836年から没するまでケンブリッジ大学における天文学の重要な教授職のプルミアン教授職とケンブリッジ天文台長を務めた。
1843年からケンブリッジ大学の数学者のジョン・クーチ・アダムズは天王星の軌道の不規則さから太陽系の8番目の惑星の位置を予測していたが、チャリスやエアリーらは懐疑的で、探索がはじめるのは、ジョン・ハーシェルが1846年にチャリスに探索することを助言してからである。チャリスはあまり気の進まないまま、1846年7月から探索をはじめ、アダムズの予測位置付近の星の位置の記録を始めた。同じ頃フランスのユルバン・ルヴェリエの予測に基づいて、ヨハン・ゴットフリート・ガレが探索を行い1846年9月23日、ガレらは海王星を発見した。発見の報の後、すでにガレらより1ヶ月前にチャリスは2回海王星を観測していながら、新惑星であることを見落としていたことがあきらかになり非難されることになった。
月のクレータ'チャリス'に命名されている。